# Fehérfejű gólyatöcs
A fehérfejű gólyatöcs (Himantopus leucocephalus) a madarak osztályának lilealakúak (Charadriiformes) rendjébe, ezen belül a gulipánfélék (Recurvirostridae) családjába tartozó faj.

## Rendszerezése
A fajt John Gould angol ornitológus írta le 1837-ben. Egyes rendszerbesorolások szerint a gólyatöcs (Himantopus himantopus) alfaja  Himantopus himantopus leucocephalus néven.

## Előfordulása
Brunei, a Karácsony-sziget, Indonézia, Malajzia, Palau, Pápua Új-Guinea, a Fülöp-szigetek, Japán, Ausztrália és Új-Zéland területén honos. A természetes élőhelye sós és édes vizű tavak.

## Megjelenése
Hosszú csőrűk és lábuk van, egész megjelenésük karcsú, hegyes szárnyakkal rendelkezik. Tollazata fekete és fehér színű.
|  |

## Életmódja
A sekély vízben lépegetve keresi rovarokból és rákokból álló táplálékát.

## Természetvédelmi helyzete
A Természetvédelmi Világszövetség Vörös listáján önálló fajként nem szerepel.